# Gernot Sydow
Gernot Sydow (* 1969 in Münster) ist ein deutscher Rechtswissenschaftler. Er ist seit 2015 Professor für Europäisches Verwaltungsrecht an der Universität Münster.

## Leben
Von 1991 bis 1996 studierte er Rechtswissenschaften (Staatsexamen) sowie Mediävistik, Neuere und Neueste Geschichte (Magister Artium) in Freiburg im Breisgau und Edinburgh als Stipendiat der Studienstiftung des deutschen Volkes. Von 1996 bis 1998 absolvierte er das Referendariat in Freiburg im Breisgau, mit einer Station an der Deutschen Botschaft in Neu-Delhi. Von 1998 bis 2000 wurde er an der Universität Freiburg im Breisgau (wiederum als Stipendiat der Studienstiftung des Deutschen Volkes) zu einem verfassungsgeschichtlichen Thema promoviert. Anschließend war er bis 2004 wissenschaftlicher Assistent am Institut für Staatswissenschaft und Rechtsphilosophie (Andreas Voßkuhle) und am Institut für Öffentliches Recht der Universität Freiburg (Thomas Würtenberger).
Nach der Habilitation 2004 für Staats- und Verwaltungsrecht, Europarecht und Verfassungsgeschichte war er von 2004 bis 2006 Akademischer Rat an der Universität Freiburg. Er leitete ein rechtsvergleichendes DFG-Drittmittelprojekt und unternahm einen Forschungsaufenthalt an der Universität Edinburgh. 2006 wurde er zum außerplanmäßigen Professor an der Universität Freiburg ernannt. Von 2006 bis 2015 war er Justitiar des Bistums Limburg. Von 2013 bis 2015 vertrat er für drei Semester eine Professur für Öffentliches Recht, insbesondere Datenschutz-, Informations- und Regulierungsrecht, am Karlsruher Institut für Technologie. Seit 2015 ist er Professor für Öffentliches Recht an der Universität Münster. Dort leitet er das Institut für Europäisches Verwaltungsrecht bzw. das Institut für vergleichendes und internationales öffentliches Recht. Er ist Mitglied der Vereinigung für Verfassungsgeschichte.
Sein wissenschaftliches Wirken ist geprägt von seinem Doppelstudium der Rechts- und Geschichtswissenschaft. Entsprechend sind viele seiner Veröffentlichungen rechtshistorischer Natur. Ein weiterer Schwerpunkt seiner Forschung gilt dem Datenschutz. Er ist unter anderem Herausgeber dreier datenschutzrechtlicher Kommentare, nämlich zur DSGVO, zum deutschen BDSG sowie zum kirchlichen Datenschutz. Auf dem Gebiet des Datenschutzes ist er auch praktisch tätig, etwa seit 24. Mai 2018 als Vorsitzender des Datenschutzgerichts der Deutschen Bischofskonferenz der katholischen Kirche.
Sydow ist katholisch, verheiratet und hat vier Kinder.

## Schriften (Auswahl)
- Die Verwaltungsgerichtsbarkeit des ausgehenden 19. Jahrhunderts. Eine Quellenstudie zu Baden, Württemberg und Bayern. Mit einem Anhang archivalischer und parlamentarischer Quellen. Heidelberg 2000, ISBN 3-8114-2324-X.
- Verwaltungskooperation in der Europäischen Union. Zur horizontalen und vertikalen Zusammenarbeit der europäischen Verwaltungen am Beispiel des Produktzulassungsrechts. Mohr Siebeck, Tübingen 2004, ISBN 3-16-148553-X.
- Parlamentssuprematie und rule of law. Britische Verfassungsreformen im Spannungsfeld von Westminster Parliament, Common-Law-Gerichten und europäischen Einflüssen. Mohr Siebeck, Tübingen 2005, ISBN 3-16-148758-3.
- mit Stephan Neidhardt: Verwaltungsinterner Rechtsschutz. Möglichkeiten und Grenzen in rechtsvergleichender Perspektive. Baden-Baden 2007, ISBN 3-8329-2775-1.
- mit Fabian Wittreck: Deutsches und Europäisches Verfassungsrecht. I. Prinzipien, Institutionen, Verfahren. 2. Auflage, C.H. Beck, München 2020.